# Westfriese Omringdijk

Westfriese Omringdijk

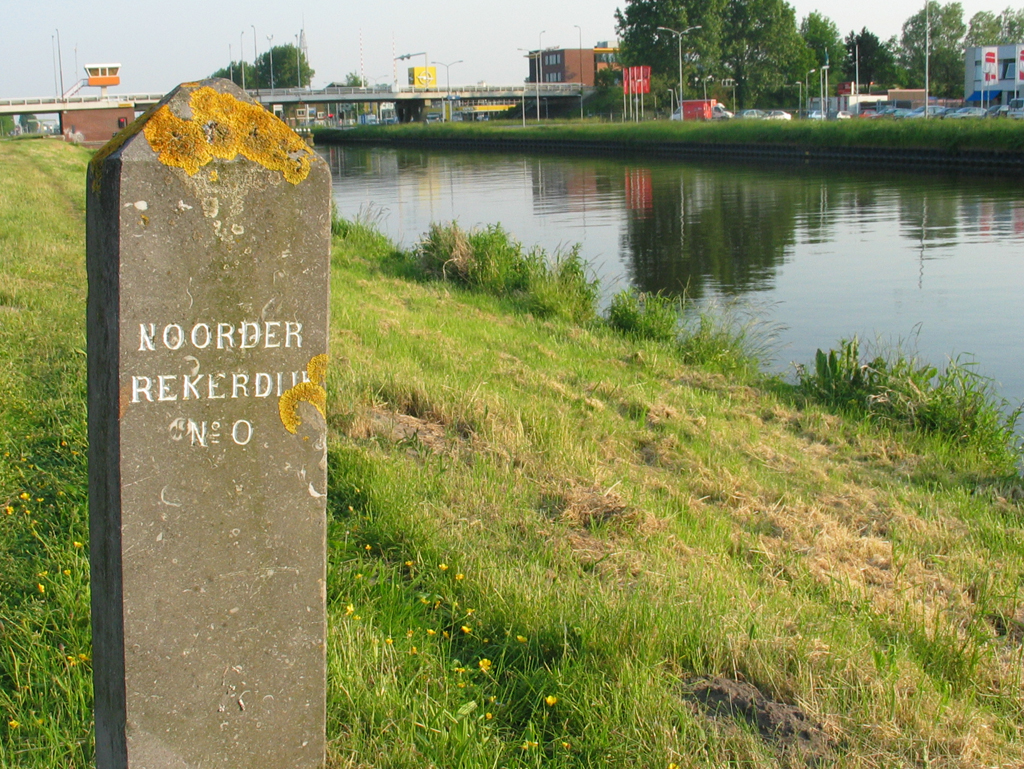
De Rekerdijk (een onderdeel van de West-Friese Omringdijk) bij het Noordhollandsch Kanaal in Alkmaar.

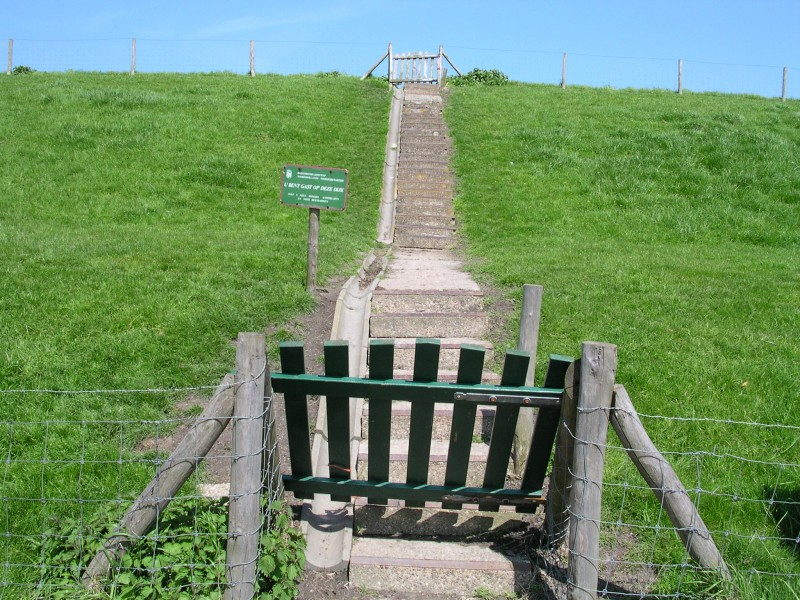
Een dijkopgang, voetpad op de Westfriese Omringdijk bij Andijk.

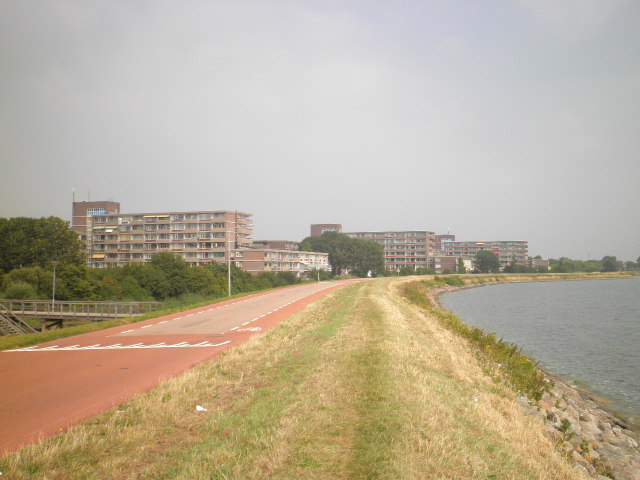
Westerdijk bij Hoorn (2013).

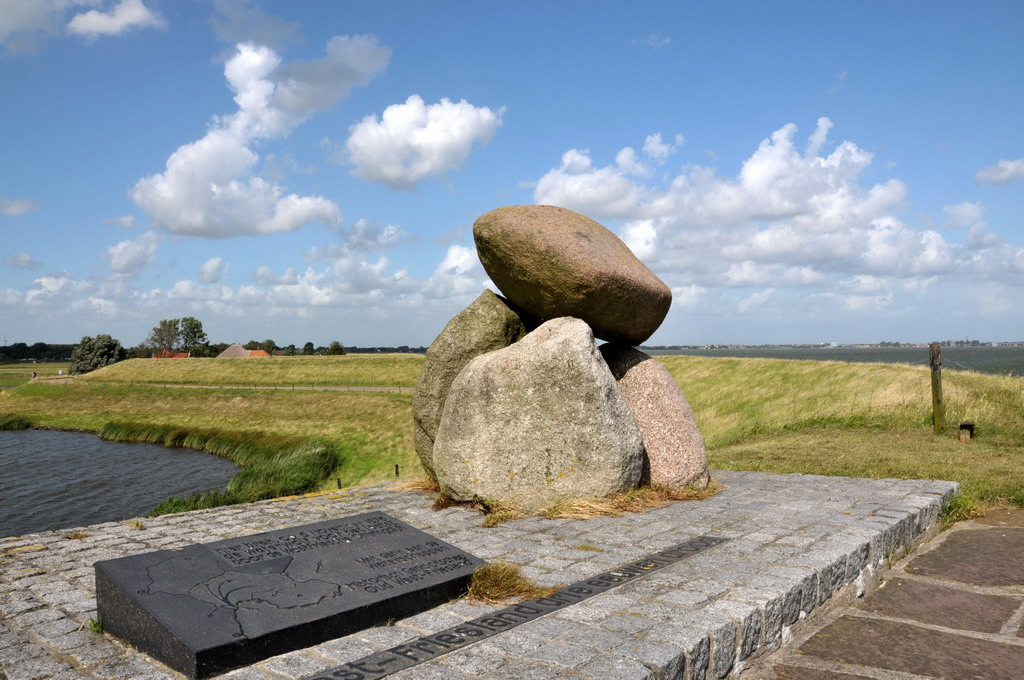
Monument Dijkdoorbraak 1675 bij De Weel (Schardijk)

De Westfriese Omringdijk is een 126 km lange dijk, ontstaan door de koppeling van verschillende korte dijken in de regio West-Friesland.
De Westfriese Omringdijk omringt de historische regio West-Friesland. De Omringdijk loopt via de steden Enkhuizen, Hoorn, Alkmaar, Schagen, Medemblik en opnieuw Enkhuizen.

## Tracé
Het tracé van de Westfriese Omringdijk loopt via Enkhuizen, Broekerhaven, Venhuizen, Oosterleek, Wijdenes, Schellinkhout, Hoorn, Scharwoude, Schardam, Oudendijk, Avenhorn, Ursem, Rustenburg, Oterleek, Oudorp, Alkmaar, Koedijk, Schoorldam, Krabbendam, Eenigenburg, Sint Maarten, Schagerbrug, Schagen, Keins, Poolland, Kreil, Kolhorn, Winkel, Aartswoud, Lambertschaag, Twisk, Opperdoes, Medemblik, Onderdijk, Wervershoof, Andijk en Oosterdijk weer terug naar Enkhuizen.
De volgende dijken en weringen zijn onderdeel van de Westfriese Omringdijk vanaf Enkhuizen met de klok mee: Zuiderdijk, Schellinkhouterdijk, Westerdijk, IJsselmeerdijk, Dorpsweg, Slimdijk, Walingsdijk, Drechterlandsedijk, de oude Huygen Dijk (=Noordschermerdijk en Slingerdijk), Geestmerambachts Omloopdijk, Kraspolderweg, Schermerweg, Oudorperdijkje, Randersdijk, Frieseweg, Rekerdijk, Oude Kanaaldijk, Kanaaldijk, Westfriesedijk, Westfriese Zeedijk, Valkkogerdijk, Oudedijk, Nieuwedijk, Schagerweg, Westfriesedijk, Poolland, Kreil, Westfriesedijk, Dijkweg, Dijksweg, Westerzeedijk, Westerdijk, Oosterdijk, Zeedijk, Kagerdijk, Dijkweg, Oosterdijk en de Zeemuur wederom bij Enkhuizen.

## Ontstaansgeschiedenis
West-Friesland kent een lange traditie van dijken bouwen om gebieden droog of juist nat te houden. In het begin, in de tiende eeuw, ging het om korte en lage dijkjes. In de twaalfde eeuw, terwijl West-Friesland drukker bewoond raakte door oprukkende Hollanders, rukte ook het water op. Door de langzame maar gestage stijging van het water in zee en rivieren was er meer nodig om het gebied droog te houden voor bewoning en voedselvoorziening. De eerste langere dijken werden aangelegd tussen opgehoogde terpen. Men bouwde echter nog altijd simpele en lage dijken. Doordat die geregeld doorbraken ontstonden allerlei meren in het gebied.
Zo ontstond er een groot stelsel van meren bij Texel en Vlieland, het zou uiteindelijk de Waddenzee vormen. Het eerste gedeelte van de Wieringermeer werd water. Ook de al bekende watergebieden in Waterland werden een stuk groter. De West-Friezen begonnen noodgedwongen steeds betere dijken te bouwen. Dit voorkwam echter niet dat de rivier 't Vlie, die West-Friesland en Friesland scheidde, zo veel land opslokte dat de Zuiderzee ontstond. Halverwege de dertiende eeuw begon men steeds meer gebieden met elkaar te verbinden met dijken. Zo ontstond langzaam een netwerk van dijken over het gehele West-Friese gebied. Door het gebruik van tussendijken binnen het gebied ontstonden compartimenten, die ieder omringd werden door dijken. In de loop van de tijd werden dijken met elkaar verbonden tot een stelsel dat nu bekendstaat als de Westfriese Omringdijk.
Vanaf het begin van de zestiende eeuw kwamen de dijken steeds meer op hun definitieve plaats te liggen doordat men ze steviger en hoger bouwde. Door de drooglegging van grote watermassa's in West-Friesland, die begon met het droogleggen van de Zijpe later die eeuw, werd de zeewerende functie van de Omringdijk minder. Wel brak de zee soms nog door de ring van dijken en verdronken er nog mensen. Pas in de twintigste eeuw, met de komst van de Afsluitdijk, had het zeewater geen greep meer op de Omringdijk waardoor hij iedere zeewerende functie verloor. Toch wordt het dijkstelsel nog altijd onderhouden als een zeewering.

## Provinciaal monument
De verschillende onderdelen van de dijk zijn door de provincie Noord-Holland aangewezen als provinciale monumenten. Zie de lijst van provinciale monumenten in Noord-Holland met daarin alle monumentale onderdelen benoemd.

## Sport
Sinds 2011 wordt de Ronde van de Westfriese Omringdijk jaarlijks georganiseerd door Le Champion. Dit fietsevenement kent meerdere afstanden waarbij de langste afstand over de gehele Omringdijk loopt.